# Yurika
Yurika Kobayashi (小林 友里花, Kobayashi Yurika, nascida em 29 de outubro de 1995), conhecida pelo seu nome artístico Yurika (estilizado como YURIKA), é uma musicista japonesa de Hasuda, Saitama. Ela tem contrato com a F.I.X. Records. Estreou em 2017 com o lançamento do single "Shiny Ray", que foi usada como o primeiro tema de abertura do anime Little Witch Academia.

## Biografia
Yurika nasceu em Hasuda em 29 de outubro de 1995. Desde jovem, ela sonhava em ser música. Ela começou a tocar piano aos três anos de idade, e ela também ouvia a música de Morning Musume e seu subgrupo Mini Moni. Quando estava no ensino fundamental, ouviu a música "Sousei no Aquarion", da cantora Akino, em um comercial, o que a levou a ficar interessada em música de anime e a um desejo de tocar músicas para anime. Tal desejo também foi influenciado pela popularidade do anime Suzumiya Haruhi no Yūutsu e K-On! na época.
No segundo grau, fez teste para o Animax Anison Grand Prix e outras competições relacionadas a vocalistas de anime. Em 2014, ela ficou em sexto lugar em uma competição televisiva patrocinada pela Nippon TV e em primeiro lugar numa competição patrocinada pela NHK. Em 2016, ela passou em um teste patrocinada pela Toho e assinou um contrato com a Toho Animation Records.
Ela fez sua estreia profissional em 2017 com o lançamento de seu primeiro single "Shiny Ray" em 22 de fevereiro de 2017. Seu segundo single, "Mind Conductor", foi lançado em 24 de maio de 2017, usado como o segundo tema de abertura de Little Witch Academia. Seu terceiro single "Kyōmen no Nami" (鏡面の波, The Waves on the Mirror's Surface) foi lançado em 6 de dezembro de 2017, servindo como abertura do anime Houseki no Kuni'.
Éla foi responsável por uma música para o romance visual Summer Pockets. Em setembro de 2019, ela lançou as músicas "Le zoo", "Sleeping instinct", "Marble" e "Floating Story on the Moon"; todas encerramentos do anime Beastars.
Em 2023, ela se apresentou no Brasil, participando da Anime Friends.

## Discografia

### Singles
| Título                                                          | Oricon Singles Chart |
| --------------------------------------------------------------- | -------------------- |
| Shiny Ray - Lançada em 22 de fevereiro de 2017                  | 64                   |
| Mind Conductor - Lançada em 22 de maio de 2017                  | 75                   |
| Kyōmen no Nami (鏡面の波) - Lançada em 6 de dezembro de 2017    | 43                   |
| Futari no Hane (ふたりの羽根) - Lançada em 15 de agosto de 2018 | 36                   |